# Haus Bavier
Haus Bavier (in alten Quellen auch Buer, Buir oder Buyr) war ein mittelalterlicher Adelssitz in Form einer Niederungsburg in Erkrath. Das Haus gilt als Keimzelle Erkraths.

## Namensgebung
Das Haus führte im Laufe der Zeit verschiedene Namen. Im 12. Jahrhundert erscheint es zunächst als Erkerode (Die Endung -rode deutet auf einen Hof auf gerodetem Land). Dann im 14. und Anfang des 15. Jahrhunderts als Schletzgut oder auch Schletthausen nach den damaligen Besitzern, den Herren von Schletz (Sletz). Als das Haus 1515 an die Herren von Buer kam, nannten diese es nach ihrem Namen, d. h. nach ihrem früheren Stammsitz Burg Buer in Gelsenkirchen-Buer. Gegen Ende des 16. Jahrhunderts jedoch „übersetzte“ die Familie ihren Namen ins Hochdeutsche zu Bawyr, Bavier, Baur oder Bauer, so dass aus Haus Buer nun Haus Bavier wurde. Dieser Name hat sich bis heute erhalten und findet sich z. B. in einem Erkrather Straßennamen (Bavierstraße) wieder.

## Geschichte
Aufgrund der Lage in einem ehemaligen Feuchtgebiet wird vermutet, dass die Anlage früher durch einen Wassergraben befestigt war. Das Haus erscheint erstmals als fränkischer Adelshof Erkerode im Jahr 1147. 1189 erscheint es als Wasserburg und Rittersitz von Daniel de Erkerode. 1221 wird ein Konrad von Erkrath (Erkerohde) erwähnt. Seine Mutter war eine Schwester des Edelherrn Heinrich von Denn (Danne). 1367 erscheint das Haus als Sitz eines Ritters von Schönrath.
Benannt wurde das Haus zunächst nach den Eigentümern zu Ende des 14./Anfang des 15. Jahrhunderts, der Familie Schletz. Diedrich Sletz erscheint 1405 in einem Fehdebrief der Kalkumer Fehde. Nachdem Dietrich von Bottlenberg genannt Kessel das Haus 1461 gekauft hatte, aber kinderlos verstarb, verkauften die Erben Kessels das Haus 1515 an Hermann von Buer, der es wiederum seinen Nachkommen vererbte. Das Haus blieb so von 1515 bis 1736 in Händen der Familie von Buer, die es in Haus Buer umbenannten. Im Laufe der Zeit setzte sich dann im Erkrather Umfeld die Schreibweise Haus Bavier durch.
Zu den Besitzern nach den Herren von Buer gehörten die Freiherren Schall von Bell und von Beveren als Schwiegersöhne der Anna Elisabeth von Bodelschwingh (nach 1738), die mit Hermann Sigismund von Buer verheiratet war. 1752 erwarb Kämmerer und Hofrat Jakob Tillmann von Koch das Haus. Im Dezember 1783 wurde Freiherr Leopold Pelagius Alohsius von Beroldingen für Haus Bavier aufgeschworen sowie im November 1787 Ferdinand Freiherr von Sparr zu Greiffenberg. Die letzten adeligen Besitzer aus der Familie von Reiner und von Capitolo ließen das Haus 1804 versteigern. Die Versteigerung wurde am 12. Juni 1804 in den Wöchentlichen Düsseldorfer Nachrichten angekündigt. Am 3. Juli 1804 erhielt der bürgerliche Wilhelm Nothen den Zuschlag für 20.550 Reichstaler. Der Käufer teilte den Besitz auf. Haus Bavier und ca. 50 Morgen aus dem Besitz gingen für 6.907 Reichstaler und 21 3/4 Stüber an Thomas Struncksberg, der Haus Bavier bereits am 21. März 1806 an Wilhelm Schallbroich für 13.000 Reichstaler verkaufte. Dessen Tochter Sibilla brachte das Haus in die Ehe mit Wilhelm Heinrich Lüngen. Dessen Familie behielt das Haus bzw. das Land seitdem in ihrem Besitz.
Nach der Jahrhundertwende wurde das rein landwirtschaftlich genutzte Haus an Julius Kotthaus verpachtet, ab Oktober 1953 an Otto von Danwitz. Bis Anfang der 1960er Jahre wurde das Haus landwirtschaftlich genutzt. Dann musste es der Erkrather Stadtentwicklung weichen. Es wurde abgerissen. 1962 entstanden dort (an der Gerber-, Bavier- und Bahnstraße) Wohnhäuser sowie mehrere Geschäftslokale.
1992 stiftete der Erkrather Heimatverein Ercroder Jonges ein Denkmal, den sogenannten Bavierstein. Der Stein, der aus dem Haus stammt, wurde mit bronzenen Bild- und Schrifttafeln versehen und erhielt seinen endgültigen Platz an der Nordostecke der Bavierstraße.

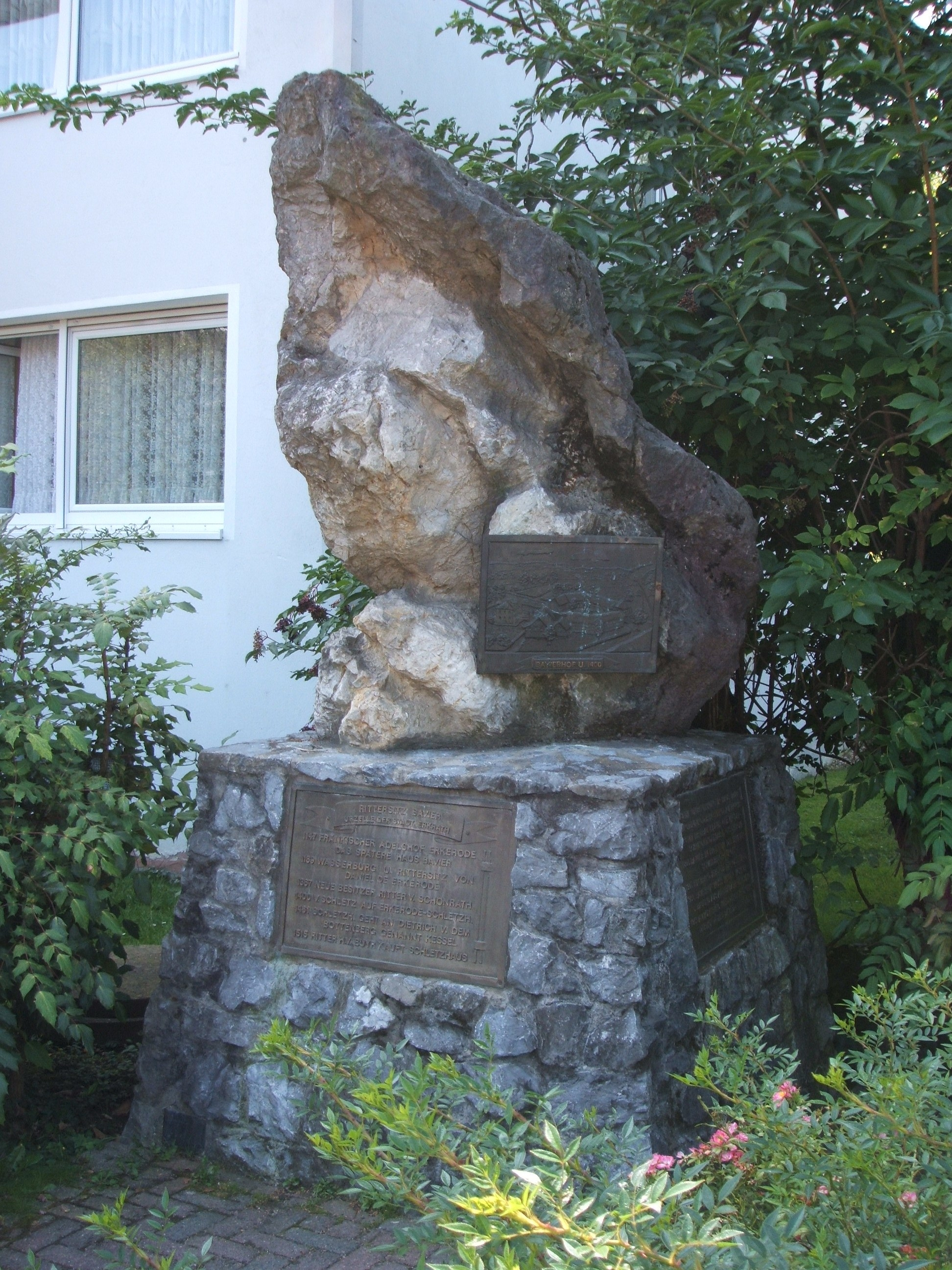
Bavierstein in Erkrath
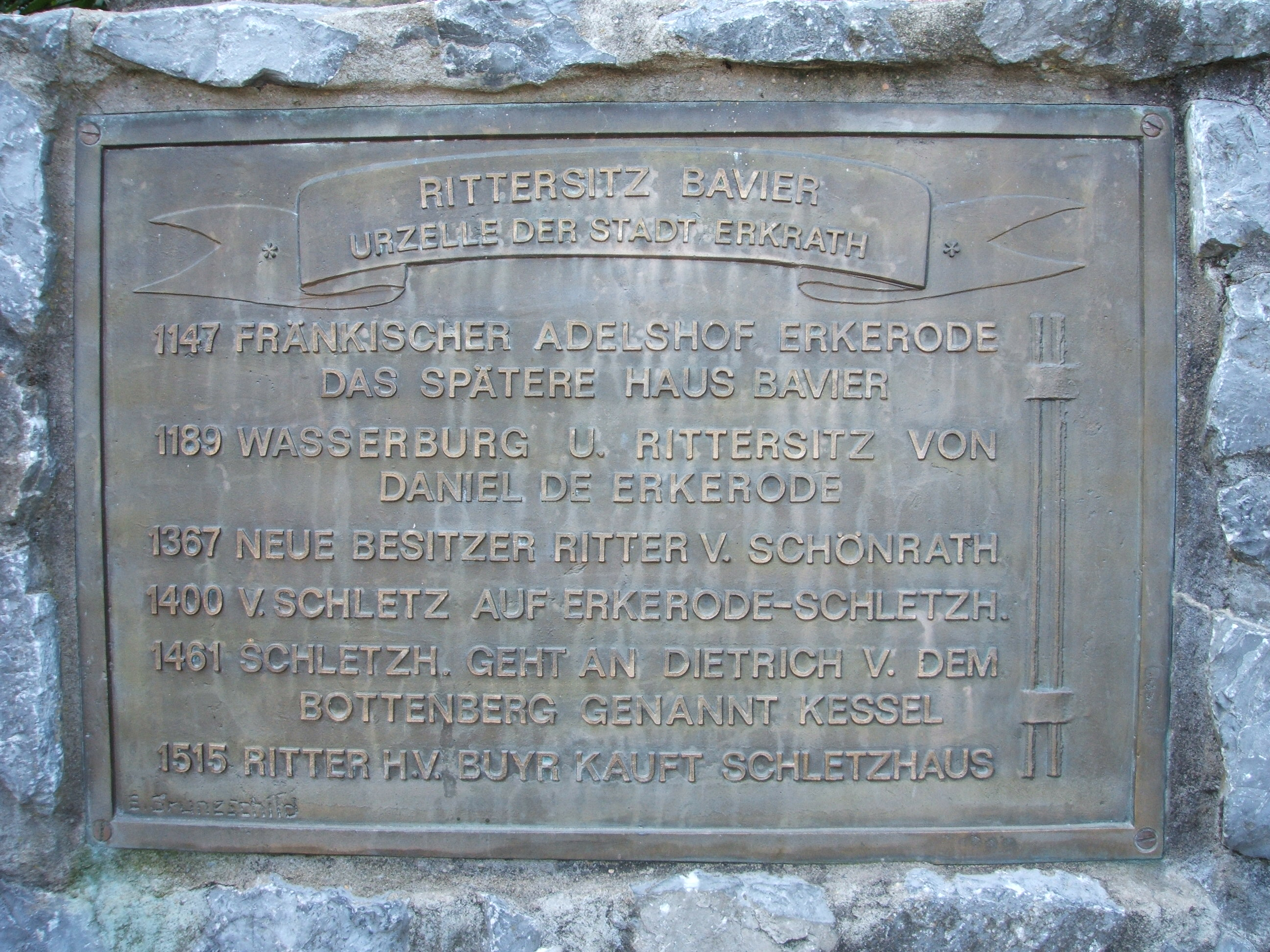
1. Bronzeplatte zur Historie Haus Bavier
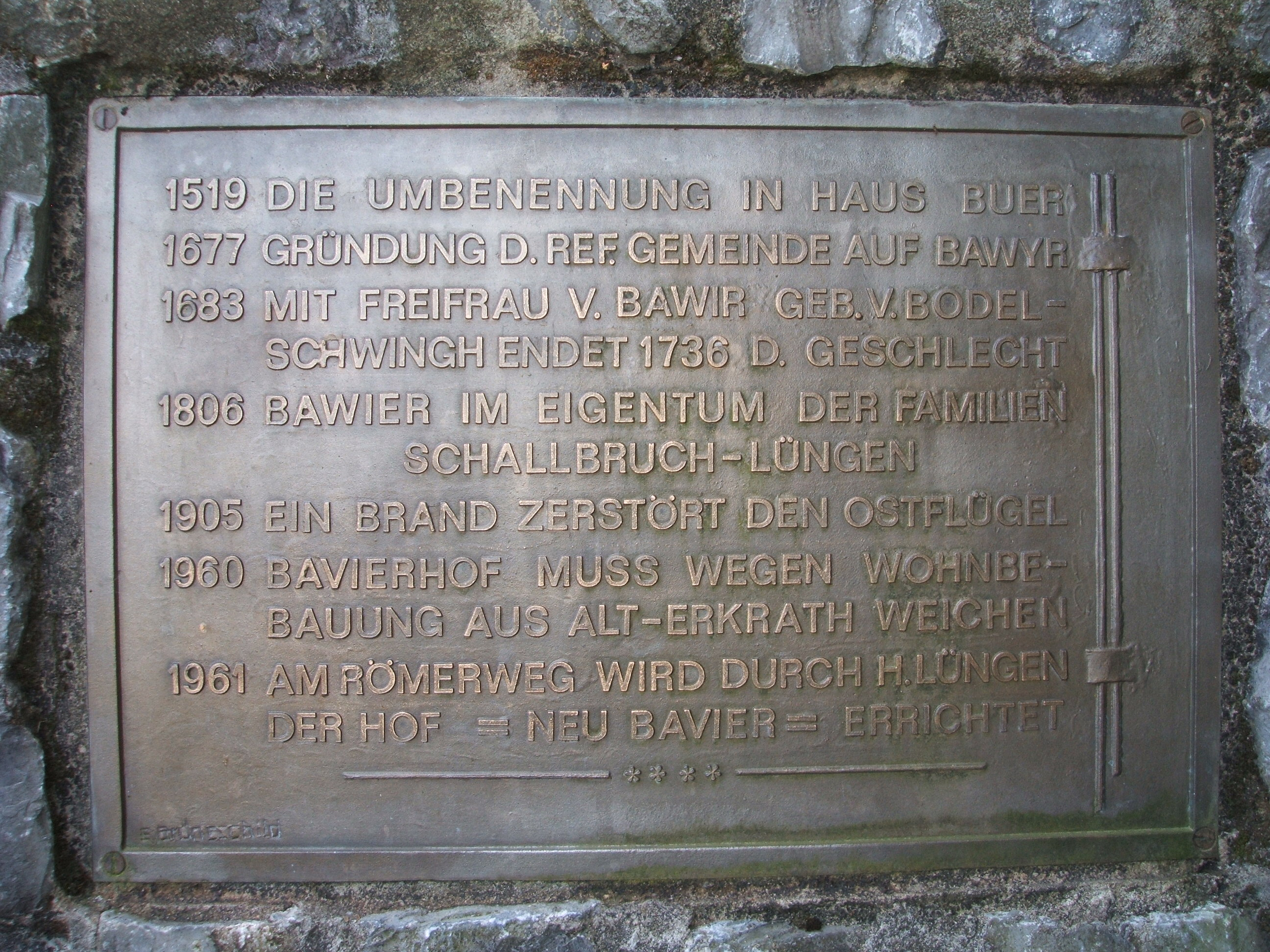
2. Bronzeplatte zur Historie Haus Bavier